# Gonomyia andicola
Gonomyia andicola är en tvåvingeart som beskrevs av Alexander 1913. Gonomyia andicola ingår i släktet Gonomyia och familjen småharkrankar.
Artens utbredningsområde är Colombia. Inga underarter finns listade i Catalogue of Life.